# Zbrodnia w Stonawie
Zbrodnia w Stonawie – mord dokonany na polskich milicjantach i żołnierzach 12 wadowickiego pułku piechoty wziętych do niewoli przez wojska czechosłowackie 26 stycznia 1919 roku w Stonawie w czasie walk o Śląsk Cieszyński.
Łącznie w walkach zginęło 21 polskich obrońców. Dwudziestu żołnierzy i milicjantów zostało pochowanych w zbiorowej mogile, a Alojzy Friedel (stonawski ochotnik lub milicjant) w grobie rodzinnym. Spośród tych ofiar kilka (od 5 do 7) zostało zamordowanych po wzięciu do niewoli lub dobitych jako ranni na polu walki.
Pomordowani zostali zakłuci bagnetami lub dobici kolbami karabinów. Na prośbę stonawskiego księdza Franciszka Krzystka, wykonano dokumentację fotograficzną zabitych i zamordowanych, zidentyfikowano część żołnierzy i przeprowadzono zbiórkę na potrzeby pochówku. Podczas czechosłowackich rządów na Zaolziu kwestię zbrodni w Stonawie cenzurowano. Jedynie w krótkim okresie rządów polskich w latach 1938–1939, w dwudziestą rocznicę zbrodni, ofiary mordu upamiętniono uroczystością złożenia kwiatów, podczas której przemawiał wojewoda śląski Michał Grażyński.
Od jesieni 2018 roku dzięki działaczom Polskiego Związku Kulturalno-Oświatowego w Stonawie na zbiorowej mogile jest nowa tablica z danymi wszystkich pochowanych, które na podstawie źródeł polskich i miejscowych ustalił historyk amator Stanisław Kuba.
W 104. rocznicę mordu, na cmentarzu w Stonawie odbyły się uroczystości upamiętniające ofiary poległe w obronie Rzeczypospolitej. Odbyła się uroczysta msza i apel poległych przy grobach ofiar stonawskiej zbrodni.